# Reggie Johnson (cestista 1994)
Reginald Johnson jr., detto Reggie (Chicago, 7 maggio 1994), è un cestista statunitense.

## Palmarès
- Coppa d'Ucraina: 1

Budivelnyk Kiev: 2021